# Слатина (река)
Сла́тина (словац. Slatina) — река в Словакии (Банска-Бистрицкий край), левый приток Грона. Длина реки — 55 км, площадь водосборного бассейна — 794 км². Среднегодовой расход воды — 7,07 м³/с.
Исток расположен в горах Поляна севернее города Гринёва. Река течёт от города в западном направлении по Детве, Zvolenská Slatina и впадает у Зволена в Грон.